# Haloschizopera exigua
Haloschizopera exigua är en kräftdjursart som först beskrevs av Sars. Enligt Catalogue of Life ingår Haloschizopera exigua i släktet Haloschizopera och familjen Diosaccidae, men enligt Dyntaxa är tillhörigheten istället släktet Haloschizopera och familjen Miraciidae. Arten är reproducerande i Sverige. Inga underarter finns listade i Catalogue of Life.